# Aglaoprimnoa stefanii
Aglaoprimnoa stefanii is een zachte koraalsoort uit de familie Primnoidae. De koraalsoort komt uit het geslacht Aglaoprimnoa. Aglaoprimnoa stefanii werd in 1996 voor het eerst wetenschappelijk beschreven door Bayer. 